# Rinow (Niederer Fläming)
Rinow ist ein Ortsteil der Gemeinde Niederer Fläming im Süden des Landkreises Teltow-Fläming in Brandenburg. Der Ort gehört dem Amt Dahme/Mark an und war bis zum 31. Dezember 1997 ein Ortsteil der Gemeinde Meinsdorf.

## Lage
Rinow liegt fünf Kilometer nordöstlich von Schönewalde und zehn Kilometer südwestlich von Dahme/Mark im Bärwalder Ländchen, das ein Teil des Fläming ist. Die Gemarkung Rinows grenzt im Norden an Meinsdorf, im Osten an den zur Gemeinde Ihlow gehörenden Ortsteil Mehlsdorf, im Südosten an den Schönewalder Ortsteil Wiepersdorf, im Süden an die Gemarkung von Schönewalde selbst mit dem Gemeindeteil Freywalde sowie im Westen an Bärwalde. Südlich von Rinow befindet sich das Schweinitzer Fließ, im Westen fließt der Ihlower Graben kurz über die Gemarkung von Rinow. Zwischen Rinow und Freywalde verläuft die Grenze zwischen den Landkreisen Teltow-Fläming und Elbe-Elster.
Durch Rinow führt die Kreisstraße 7207. Zwei Kilometer nördlich im Nachbarort Meinsdorf verläuft die Landesstraße 713 und zwei Kilometer südlich die Landesstraße 73 (beide Schönewalde–Dahme/Mark).

## Geschichte

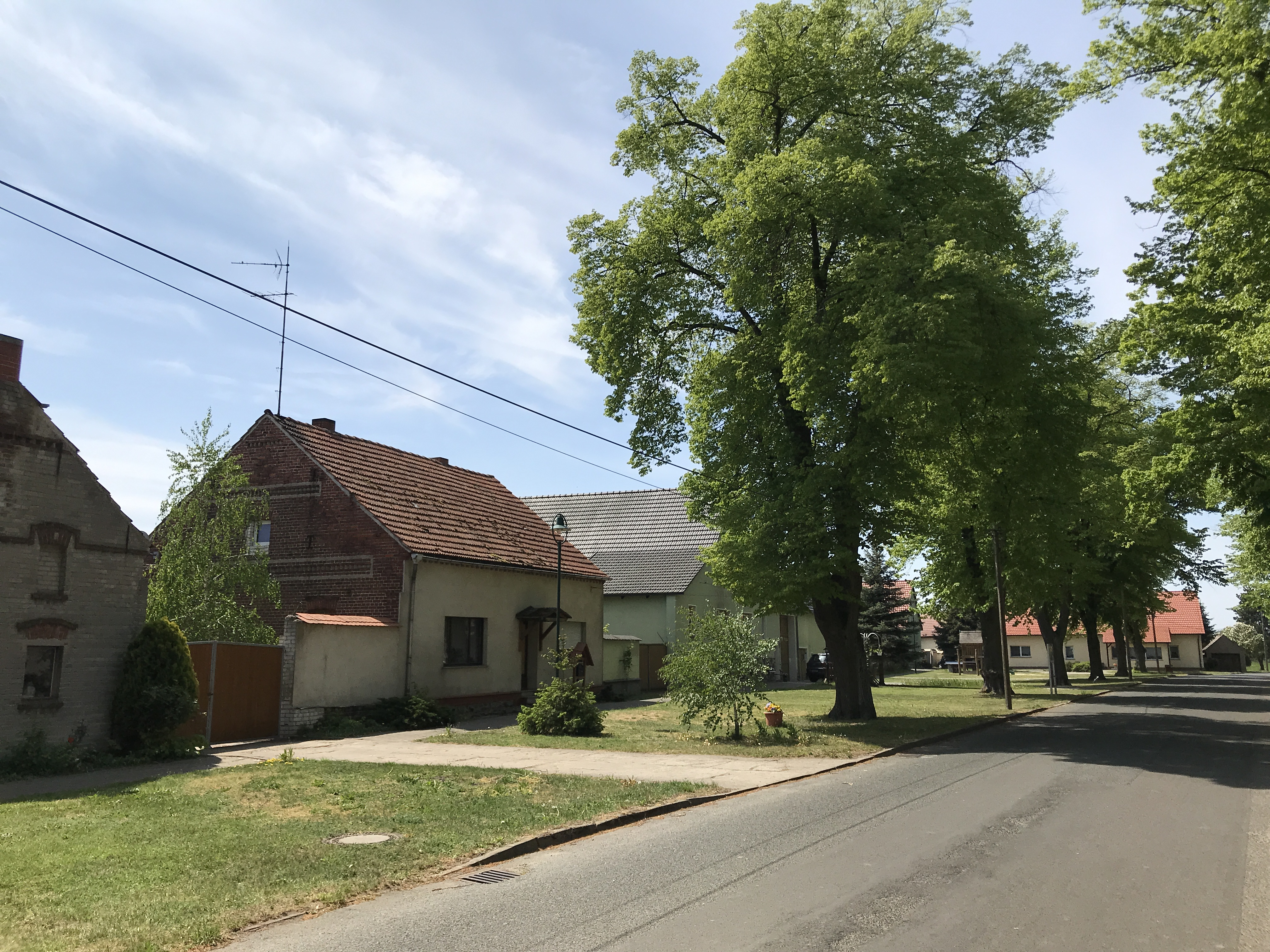
Dorfansicht

Rinow, ein Straßendorf, wurde erstmals im Jahr 1452 urkundlich erwähnt. Der Ortsname, der bei der Ersterwähnung Rynow geschrieben wurde, ist vermutlich eine germanische Bildung eines Wortes für „fließen“ oder „strömen“. 1457 wurde der Ort Riene zusammen mit dem Ländchen Bärwalde an die Adelsfamilie Leipziger verkauft. Diese hatte bis 1666 die Alleinherrschaft über die Herrschaft Bärwalde und das Dorf Rinow inne, danach wurde die Herrschaft unter den von Leipzig und den von Stutterheim aufgeteilt. 1841 hatte Rienow 125 Einwohner und war nach Meinsdorf eingepfarrt.
Mit dem Beginn der Einrichtung von Kreisverwaltungen in der Mark Brandenburg gehörte Rinow zum Zaucheschen Kreis und bildete zusammen mit den anderen Orten des Ländchens Bärwalde eine Exklave innerhalb des Luckenwaldeschen Kreises, der damals noch zum Herzogtum Magdeburg gehörte. Erst nach dem Wiener Kongress kam die Gemeinde Rinow an den Landkreis Jüterbog-Luckenwalde. Nach der DDR-Kreisreform im Juli 1952 lag Rinow im Kreis Jüterbog im Bezirk Potsdam. Am 11. Januar 1962 wurden Rinow und die Gemeinde Weißen nach Meinsdorf eingemeindet. Seit der Wende und der brandenburgischen Kreisreform 1993 gehört Rinow zum Landkreis Teltow-Fläming. Am 31. Dezember 1997 wurde Meinsdorf mit 13 weiteren Gemeinden zu Niederer Fläming vereinigt, seitdem ist Rinow Ortsteil der neuen Gemeinde.

## Einwohnerentwicklung
| Jahr      | 1875 | 1890 | 1910 | 1925 | 1933 | 1939 | 1946 | 1950 |
| Einwohner | 134  | 142  | 132  | 125  | 129  | 123  | 176  | 133  |

Gebietsstand des jeweiligen Jahres